# 森正一
森 正一（もり しょういち、1967年5月17日 - ）は、日本の政治家。千葉県館山市長（1期）。元館山市議会議員（3期）。

## 来歴
千葉県館山市長須賀出身。館山市立北条小学校、館山市立第三中学校（現：館山市立館山中学校）、千葉県立安房高等学校卒業。高校3年の時に船乗りの父親を事故で亡くし、奨学金で東北大学工学部を卒業する。東芝セラミックス株式会社に入社し、神奈川県内の研究所で働き始めたが、館山で独り暮らしをしていた母親が倒れ半年で帰郷し、館山市のNMBセミコンダクター株式会社に入社。中学時代に通った塾で「生徒を見てほしい」と頼まれたことで、1996年に学習塾を開業する。
2011年に館山市議会議員選挙に初当選し、以降3期務めている。2022年9月30日、同年11月の館山市長選挙への立候補を表明し、同日に市議を辞職。11月13日の投開票の結果、現職で自由民主党や公明党の推薦を受ける金丸謙一を557票差で破り初当選した。

## 人物
- 80人以上が在籍する地元のサッカークラブ「北条FC」の代表を務める[4]。
- 家族は妻と3人の子供と3人の孫がいる[4]。